# Campionato sudamericano femminile di pallacanestro 1993
Il 23º Campionato dell'America Meridionale Femminile di Pallacanestro (noto anche come FIBA South American Championship for Women 1993) si è svolto dal 17 al 22 maggio 1993 a Cochabamba, in Bolivia. Il torneo è stato vinto dalla nazionale brasiliana.

## Squadre partecipanti
- Argentina
- Bolivia
- Brasile
- Cile
- Colombia

## Classifica finale
| Pos | Squadra   | V-P |
| --- | --------- | --- |
|     | Brasile   | 4-0 |
|     | Argentina | 3-1 |
|     | Cile      | 2-2 |
| 4   | Colombia  | 1-3 |
| 5   | Bolivia   | 0-4 |